# Ladeira do Vau
Ladeira do Vau é uma aldeia portuguesa da freguesia e concelho de Portimão (distrito de Faro), situada a 5 Km do centro desta cidade, conta com uma população de aproximadamente 1000 habitantes.